# 圣卢苏尔朱
圣卢苏尔朱（義大利語：Santu Lussurgiu），是意大利撒丁大区奥里斯塔诺省的一个市镇。总面积99.67平方公里，人口2490人，人口密度25.0人/平方公里（2009年）。ISTAT代码为095049。